# Enfida (délégation)
Enfida est une délégation tunisienne dépendant du gouvernorat de Sousse.
En 2004, elle compte 43 426 habitants dont 21 487 hommes et 21 939 femmes répartis dans 8 405 ménages et 9 325 logements.